# ويليام لونديجان
ويليام لونديجان (بالإنجليزية: William Lundigan)‏ هو ممثل أمريكي، ولد في 12 يونيو 1914 بسيراكيوز في الولايات المتحدة، وتوفي في 20 ديسمبر 1975 في الولايات المتحدة بسبب مرض.

## أعمال

### أفلام
- (1953) أفعى النيل
- (1954) مسافرون إلى النجوم

## وصلات خارجية
- ويليام لونديجان على موقع IMDb (الإنجليزية)
- ويليام لونديجان على موقع تيرنر كلاسيك موفيز (الإنجليزية)
- ويليام لونديجان على موقع إن إن دي بي (الإنجليزية)
- ويليام لونديجان على موقع ديسكوغز (الإنجليزية)
- ويليام لونديجان على موقع قاعدة بيانات الفيلم (الإنجليزية)